# 姜圣阶
姜圣阶（1915年11月14日—1992年12月28日），男，籍贯黑龙江林甸，生于长春，中国化学工程学家。曾任第二机械工业部副部长、国家核安全局局长、中国核工业总公司科技顾问、中国核学会理事长等职。

## 生平
1936年毕业于河北工业学院机电系。1950年获美国哥伦比亚大学硕士学位。
1991年当选为中国科学院学部委员（院士）。
1987年7月6日下午，姜圣阶在北京获得由法国驻中国大使贡巴尔代表法国总统授予的荣誉军团骑士勋章。